# David Trefgarne, 2. Baron Trefgarne

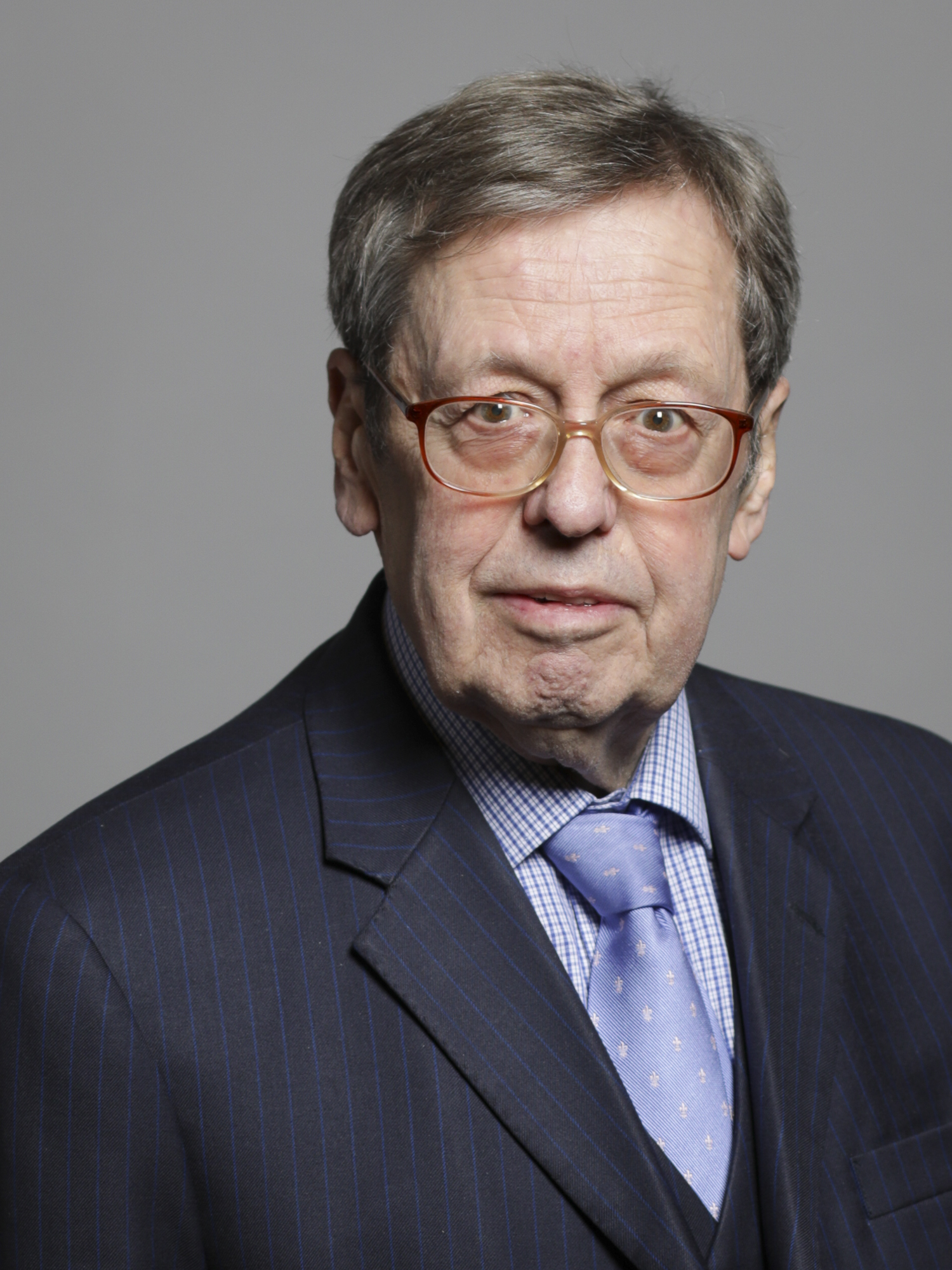
David Trefgarne, 2. Baron Trefgarne, 2020

David Garro Trefgarne, 2. Baron Trefgarne PC (* 31. März 1941) ist ein britischer Politiker der Conservative Party, der seit 1962 Mitglied des House of Lords ist und seit dem Inkrafttreten des House of Lords Act 1999 zu den 92 Erb-Peers (Hereditary Peer) gehört.

## Leben
David Garro Trefgarne, der das Haileybury and Imperial Service College absolvierte, wurde nach dem Tode seines Vaters George Trefgarne, 1. Baron Trefgarne am 27. September 1960 im Alter von 19 Jahren dessen Erbe als Baron Trefgarne. Aufgrund des damaligen Volljährigkeitsalters von 21 Jahren konnte er jedoch dessen Sitz im Oberhaus erst 1962 annehmen. Während sein Vater zuletzt Mitglied der Labour Party war, vertritt er seither die conservative Party im House of Lords.
Während seiner langjährigen Mitgliedschaft im Oberhaus war er zunächst von 1977 bis 1979 Whip der oppositionellen konservativen Tory-Fraktion, ehe er nach dem Wahlsieg Margaret Thatchers bei den Unterhauswahlen am 3. Mai 1979 Whip der Regierungsfraktion wurde.
Im Anschluss übernahm Lord Trefgarne zahlreiche Juniorministerposten in der Regierung Thatcher und war zunächst zwischen 1980 und 1981 Parlamentarischer Unterstaatssekretär im Handelsministerium sowie danach bis 1982 im Foreign and Commonwealth Office, dem Ministerium für Auswärtiges und Angelegenheiten des Commonwealth of Nations. Nachdem er zwischen 1982 und 1983 Parlamentarischer Unterstaatssekretär im Ministerium für Gesundheit und soziale Sicherheit war, fungierte er bis 1985 als Parlamentarischer Unterstaatssekretär für die Streitkräfte.
Anschließend wurde Lord Trefgarne 1985 Staatsminister für Verteidigungsunterstützung sowie danach von 1986 bis 1989 Staatsminister für die Beschaffung von Rüstungsgütern, ehe er zuletzt in der Regierung Thatchers bis 1990 Staatsminister für Handel im Handels- und Industrieministerium war. Nach seinem Ausscheiden aus der Regierung wurde er 1990 Mitglied des Privy Council.
Lord Trefgarne, der von 1997 bis 2000 Schatzmeister der Vereinigung der konservativen Peers war, gehört seit dem Inkrafttreten des House of Lords Act 1999 zu den Oberhausmitgliedern, die aus dem Kreise der Erb-Peers (Hereditary Peers) als deren Vertreter zu Mitgliedern des Oberhauses gewählt wurden. Zwischen 2000 und 2004 war er Vorsitzender der Vereinigung der konservativen Peers (Association of Conservative Peers).
Des Weiteren übernahm er zahlreich weitere Ämter und wurde unter anderem Direktor der Trans Med International Energy Corporation und der Arabisch-Britischen Handelskammer sowie Vorsitzendes des Libysch-Britischen Wirtschaftsrates, des Brooklands Museum Trust Ltd in Weybridge sowie des Beratungskomitees des Fairoaks Airport. Daneben ist er Gouverneur auf Lebenszeit des Haileybury and Imperial Science College und Präsident der britischen Vereinigung der Luftfahrtberater.